# Rhodobryum horizontale
Rhodobryum horizontale är en bladmossart som beskrevs av Georg Ernst Ludwig Hampe 1875. Rhodobryum horizontale ingår i släktet rosmossor, och familjen Bryaceae. Inga underarter finns listade i Catalogue of Life.